# 東京都道18号府中町田線
東京都道18号府中町田線（とうきょうとどう18ごう ふちゅうまちだせん）は、東京都府中市より多摩市を経て町田市へ至る都道（主要地方道）である。通称鎌倉街道。パイパスの新府中街道区間と中河原駅北交差点以南の本線（新大栗橋交差点 - 乞田新大橋交差点の間、小野路交差点 - 新袋橋交差点の間はパイパス）は都市計画道路府中所沢線および都市計画道路鎌倉街道線として多摩南北道路に位置づけられている。
ほとんどの区間で鎌倉街道上ノ道（鎌倉古道）に並行している。
町田市小野路町 - 同市野津田町間を結ぶ綾部原トンネルの完成により、野津田町内で約300 mにわたって新道が開通し、距離の短縮と周辺道路の混雑緩和が実現した。

## 概要

### 路線データ
- 起点：東京都府中市宮西町東京都道229号府中調布線（旧甲州街道）交点（府中市役所前交差点）
- 終点：東京都町田市本町田250番地付近東京都道・神奈川県道3号世田谷町田線（本線）交点（菅原神社交差点先、体育館前バス停手前）
- 延長：27,051 m（実延長、2016年4月1日現在）[1]
- 面積：584,751 m2

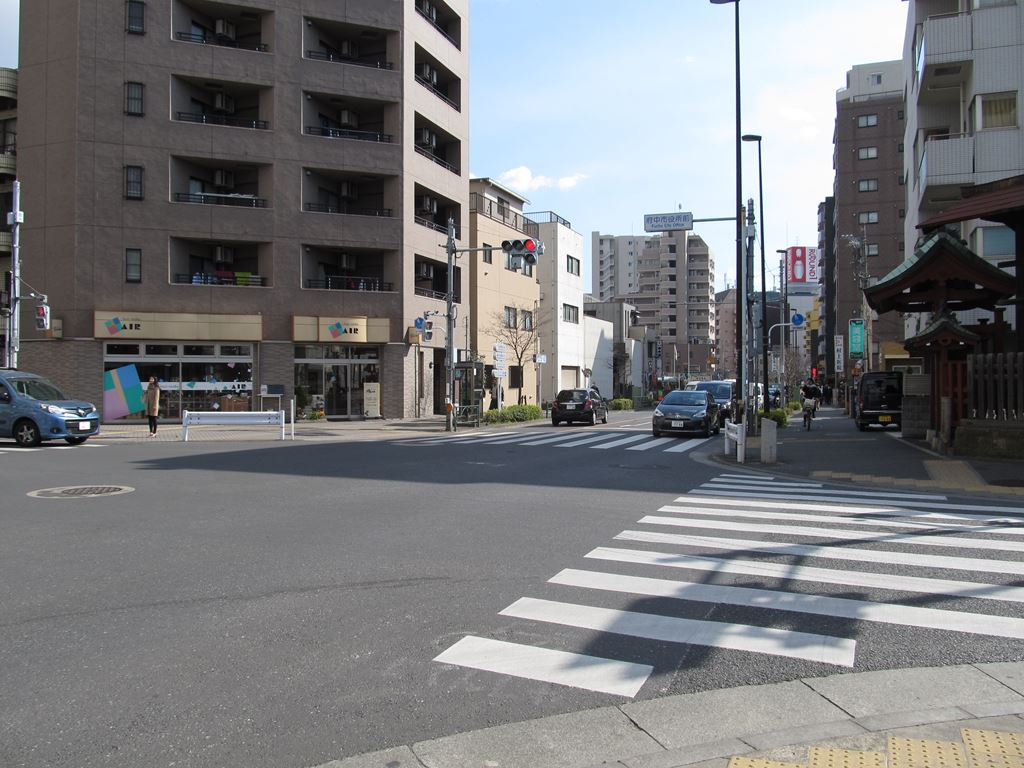
起点、府中市役所前交差点。高札場所在地
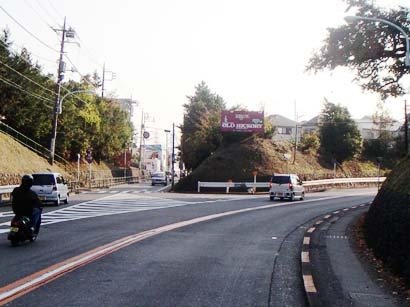
終点の少し手前（拡幅前）。奥から来る神奈川県道・東京都道52号相模原町田線の終点である
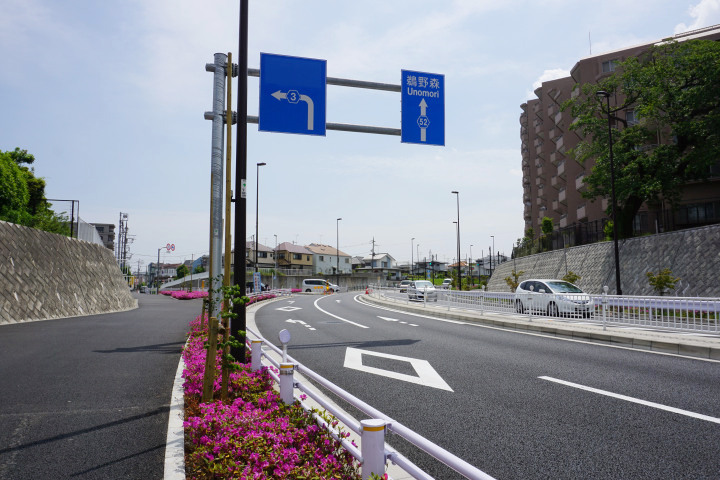
終点の少し手前（拡幅後）

## 路線状況

### 通称
- 府中街道：起点 - 府中本町駅入口交差点
- 鎌倉街道：府中本町駅入口交差点 - 東京都道52号相模原町田線終点（東京都道52号相模原町田線とともに東京都通称道路名設定公告整理番号66[2]）

※バイパス並行区間は新大栗橋交差点 - 乞田新大橋交差点の間はパイパス、小野路交差点 - 新袋橋交差点の間は本線の方が公示されている
- 芝溝街道：大蔵交差点 - 新袋橋交差点（東京都道57号相模原大蔵町線との重複区間）※鎌倉街道と重複

- 鶴川街道：菅原神社交差点 - 終点（東京都道3号世田谷町田線との重複区間）※菅原神社交差点 - 東京都道52号相模原町田線終点の間は鎌倉街道と重複
- 新府中街道：本宿交番前交差点 - 中河原駅北交差点　※バイパス（府中所沢線）区間
- 南多摩尾根幹線道路：多摩東公園交差点 - 多摩卸売市場前交差点　※バイパス（南多摩尾根幹線）区間

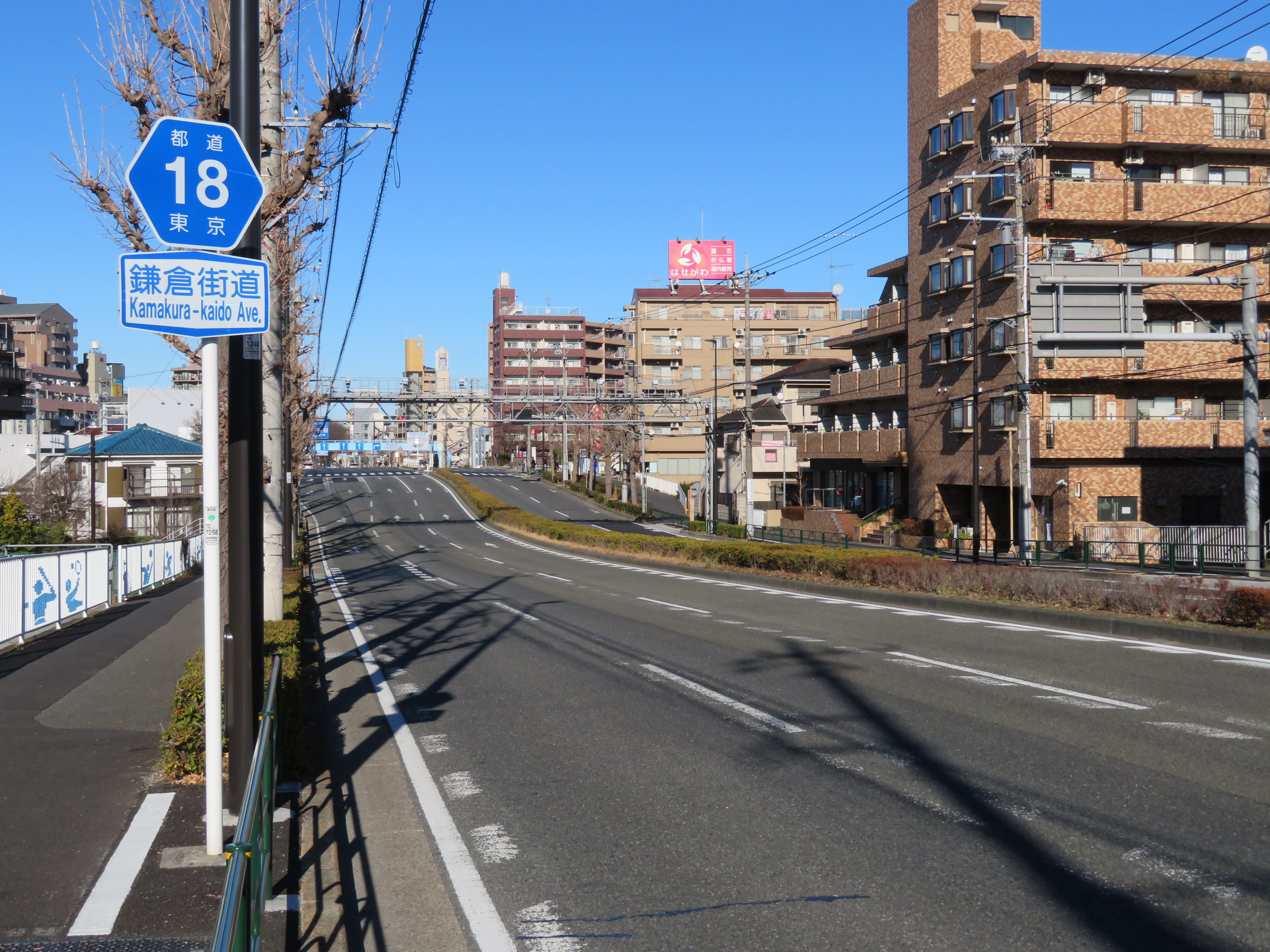
鎌倉街道　多摩市関戸5丁目付近

### 本線
- 起点
[府中街道]
- 大国魂神社西交差点（府中市）
府中本町駅付近の武蔵野線跨線橋（自転車道）
- 自転車道と合流
[鎌倉街道]
- 中河原駅北交差点（府中市）
[鎌倉街道]
- 関戸橋
[鎌倉街道]
- 新大栗橋交差点（多摩市関戸）
[鎌倉街道旧道]
- 多摩市役所交差点
（市役所前の通り）
- 乞田新大橋交差点
[鎌倉街道]
- 多摩卸売市場前交差点
[鎌倉街道]
- 小野路交差点（町田市）
[鎌倉街道]
- 井の花交差点
[鎌倉街道]
- 町田市大蔵町（旧：鶴川集会所交差点）
[鎌倉街道]、[芝溝街道]
- 新袋橋交差点
[鎌倉街道]
- 菅原神社交差点
[鎌倉街道]（鶴川街道）
- 東京都道52号相模原町田線終点
[鶴川街道]
- 終点

### バイパス（支線）区間
- 府中市
  - 本宿町2丁目国道20号（甲州街道）交点（本宿交番前交差点＝東京都道17号所沢府中線バイパス（新府中街道）終点） - 府中市住吉町中河原駅北交差点
- 多摩市
  - 多摩市役所交差点 - 多摩市貝取
  - 新大栗橋交差点 - 諏訪下橋交差点 - 永山橋交差点 - 乞田新大橋交差点 ※鎌倉街道線
  - 諏訪下橋交差点 - 多摩東公園交差点 - （尾根幹線） - エコプラザ多摩前交差点 - （尾根幹線） - 多摩卸売市場前交差点
  - 永山橋交差点 - エコプラザ多摩前交差点
- 町田市
  - 小野路交差点 - （綾部原トンネル） - 新袋橋交差点 ※鎌倉街道線、2005年3月26日開通
  - 小野路交差点 - 野津田公園北交差点
  - 名称無し交差点（大蔵町・井の花交差点先） - 名称無し交差点（旧：鶴川集会所）

### 重複区間
- 東京都道9号川崎府中線：起点 - 府中市本町 府中本町駅入口交差点
- 東京都道20号府中相模原線：起点 - 多摩市関戸 新大栗橋交差点
- 東京都道57号相模原大蔵町線：大蔵交差点 - 新袋橋交差点
- 東京都道3号世田谷町田線：菅原神社交差点 - 終点
- 東京都道41号稲城日野線：多摩市関戸 大栗橋交差点 - 多摩市関戸5丁目付近

### 道路施設

#### 橋梁
- 関戸橋（多摩川）
- 新大栗橋（大栗川）※パイパス
- 大栗橋（大栗川）※本線
- 諏訪下橋（乞田川）※パイパス
- 永山橋（乞田川）※パイパス
- 新大橋（乞田川）
- （小野路川）
- 新袋橋（鶴見川）

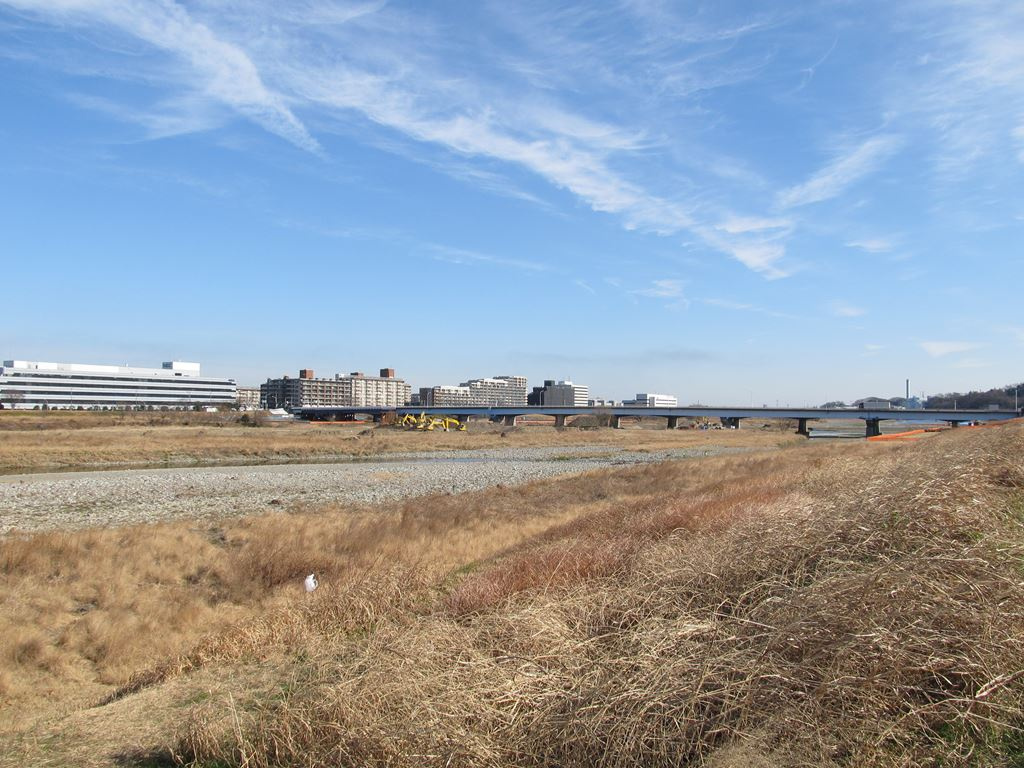
関戸橋
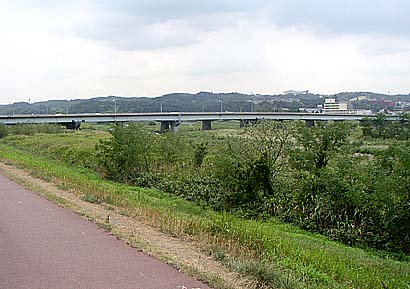
多摩川にかかる関戸橋上り車線（新橋）。府中市・多摩市
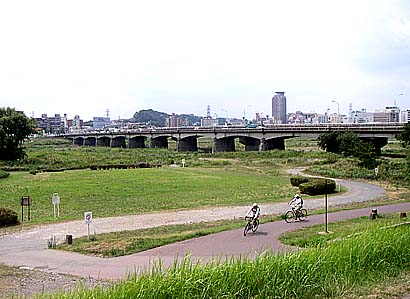
関戸橋下り車線（旧橋）

#### トンネル
- 本宿トンネル
- 綾部原トンネル - 延長410 m。

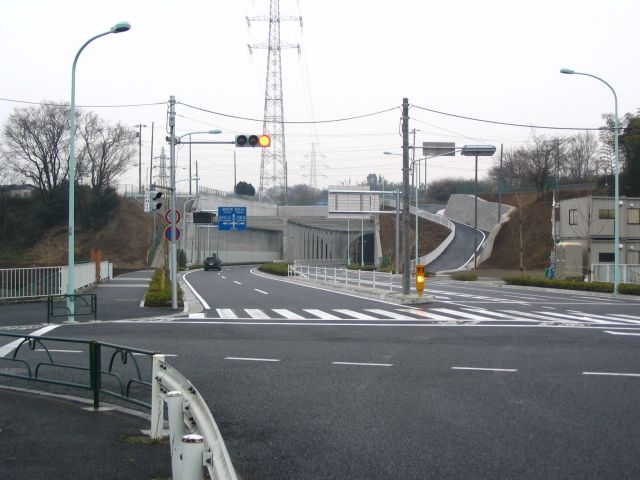
2005年3月開通の綾部原トンネル

## 地理

### 通過する自治体
- 東京都
  - 府中市
  - 多摩市
  - 町田市

## 交差する道路
鎌倉街道
| 交差する道路                                                | 交差する道路                               | 交差点名           | 所在地 | 所在地 |
| ----------------------------------------------------------- | ------------------------------------------ | ------------------ | ------ | ------ |
| 東京都道17号所沢府中線（府中街道） 西国分寺・小川・所沢方面 |                                            |                    |        |        |
| 東京都道229号府中調布線（旧甲州街道）※起点                  | 東京都道229号府中調布線（旧甲州街道）※起点 | 府中市役所前       | 東京都 | 府中市 |
| 本線                                                        | -                                          | 府中本町駅前       | 東京都 | 府中市 |
| 東京都道9号川崎府中線（府中街道）                           |                                            | 府中本町駅前       | 東京都 | 府中市 |
| パイパス（新府中街道）                                      | パイパス（新府中街道）                     | 中河原駅北         | 東京都 | 府中市 |
| 東京都道20号府中相模原線（川崎街道） 本線（鎌倉街道旧道）   | 東京都道41号稲城日野線パイパス（川崎街道） | 新大栗橋           | 東京都 | 多摩市 |
| 東京都道41号稲城日野線                                      | 東京都道41号稲城日野線                     | 行幸橋             | 東京都 | 多摩市 |
|                                                             | パイパス                                   | 諏訪下橋           | 東京都 | 多摩市 |
|                                                             | パイパス                                   | 永山橋             | 東京都 | 多摩市 |
| 本線（鎌倉街道旧道）                                        | 本線                                       | 乞田新大橋         | 東京都 | 多摩市 |
| 東京都道158号小山乞田線（多摩ニュータウン通り）             |                                            | 乞田新大橋         | 東京都 | 多摩市 |
| 東京都道156号町田日野線（南多南多摩尾根幹線）               | パイパス（南多摩尾根幹線道路）             | 多摩卸売市場前     | 東京都 | 多摩市 |
| 支線                                                        | 本線                                       | 小野路             | 東京都 | 町田市 |
| パイパス（鎌倉街道パイパス）                                |                                            | 小野路             | 東京都 | 町田市 |
|                                                             | 東京都道19号町田調布線                     | 井の花             | 東京都 | 町田市 |
| 支線                                                        |                                            |                    | 東京都 | 町田市 |
| 本線                                                        | 東京都道57号相模原大蔵町線（芝溝街道）     | 大蔵               | 東京都 | 町田市 |
| 支線                                                        |                                            | （旧：鶴川集会所） | 東京都 | 町田市 |
| パイパス（鎌倉街道パイパス）                                | 本線                                       | 新袋橋             | 東京都 | 町田市 |
| 東京都道57号相模原大蔵町線（芝溝街道）                      |                                            | 新袋橋             | 東京都 | 町田市 |
|                                                             | 東京都道3号世田谷町田線（鶴川街道）        | 菅原神社           | 東京都 | 町田市 |
| 東京都道3号世田谷町田線重複区間                             |                                            |                    |        |        |
|                                                             | 東京都道3号世田谷町田線（鶴川街道）        | -                  | 東京都 | 町田市 |
| 東京都道52号相模原町田線（鎌倉街道）                        |                                            |                    |        |        |

鎌倉街道旧道（多摩市役所前の通り）
| 交差する道路                                    | 交差する道路                                                    | 交差点名   | 所在地 | 所在地 |
| ----------------------------------------------- | --------------------------------------------------------------- | ---------- | ------ | ------ |
| 本線（鎌倉街道）                                |                                                                 |            |        |        |
| 東京都道20号府中相模原線（川崎街道）            | 東京都道41号稲城日野線パイパス（川崎街道） パイパス（鎌倉街道） | 新大栗橋   | 東京都 | 多摩市 |
| 東京都道41号稲城日野線                          |                                                                 | 大栗橋     | 東京都 | 多摩市 |
|                                                 | 東京都道41号稲城日野線                                          |            | 東京都 | 多摩市 |
| 東京都道157号乞田東寺方線                       | （屈折）                                                        | 乞田       | 東京都 | 多摩市 |
| 東京都道158号小山乞田線（多摩ニュータウン通り） | パイパス（鎌倉街道）                                            | 乞田新大橋 | 東京都 | 多摩市 |
| 本線（鎌倉街道）                                |                                                                 |            |        |        |

南多摩尾根幹線道路
| 交差する道路                                  | 交差する道路                                 | 交差点名         | 所在地 | 所在地 |
| --------------------------------------------- | -------------------------------------------- | ---------------- | ------ | ------ |
| パイパス（鎌倉街道）                          | パイパス（鎌倉街道）                         | 諏訪下橋         | 東京都 | 多摩市 |
| （屈折）                                      | 東京都道19号町田調布線（南多摩尾根幹線道路） | 多摩東公園       | 東京都 | 多摩市 |
| 東京都道19号町田調布線                        |                                              | 多摩東公園       | 東京都 | 多摩市 |
| パイパス                                      |                                              | エコプラザ多摩前 | 東京都 | 多摩市 |
| 本線（鎌倉街道）                              | 本線（鎌倉街道）                             | 多摩卸売市場前   | 東京都 | 多摩市 |
| 東京都道156号町田日野線（南多摩尾根幹線道路） |                                              |                  |        |        |

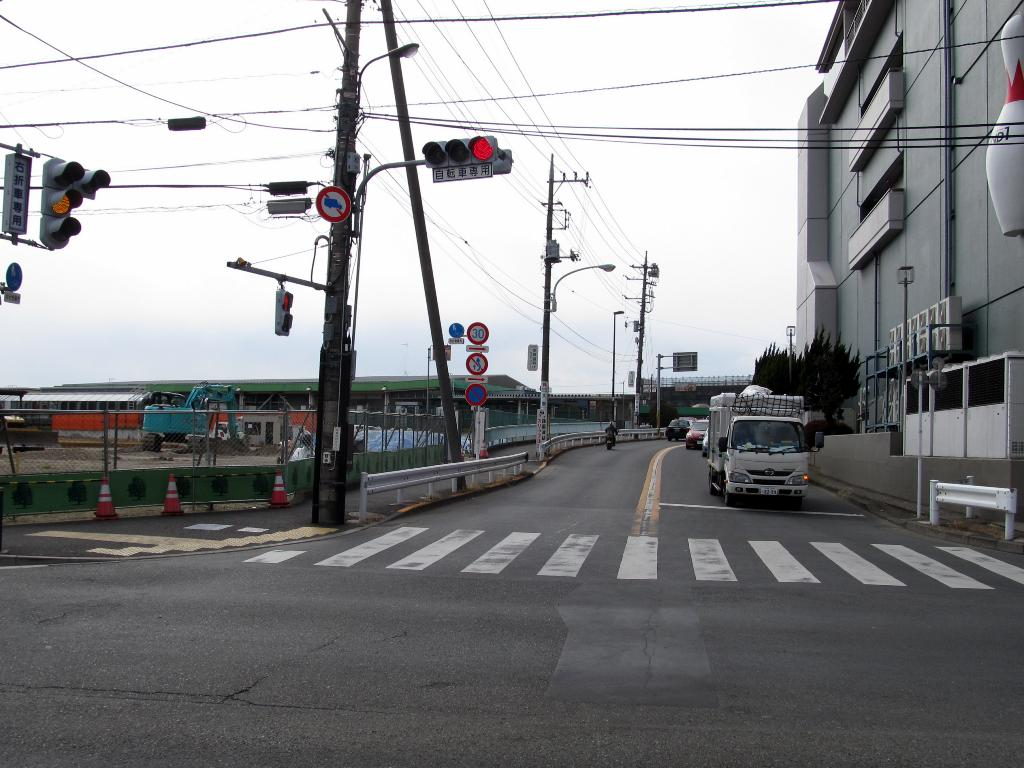
府中本町駅入口交差点
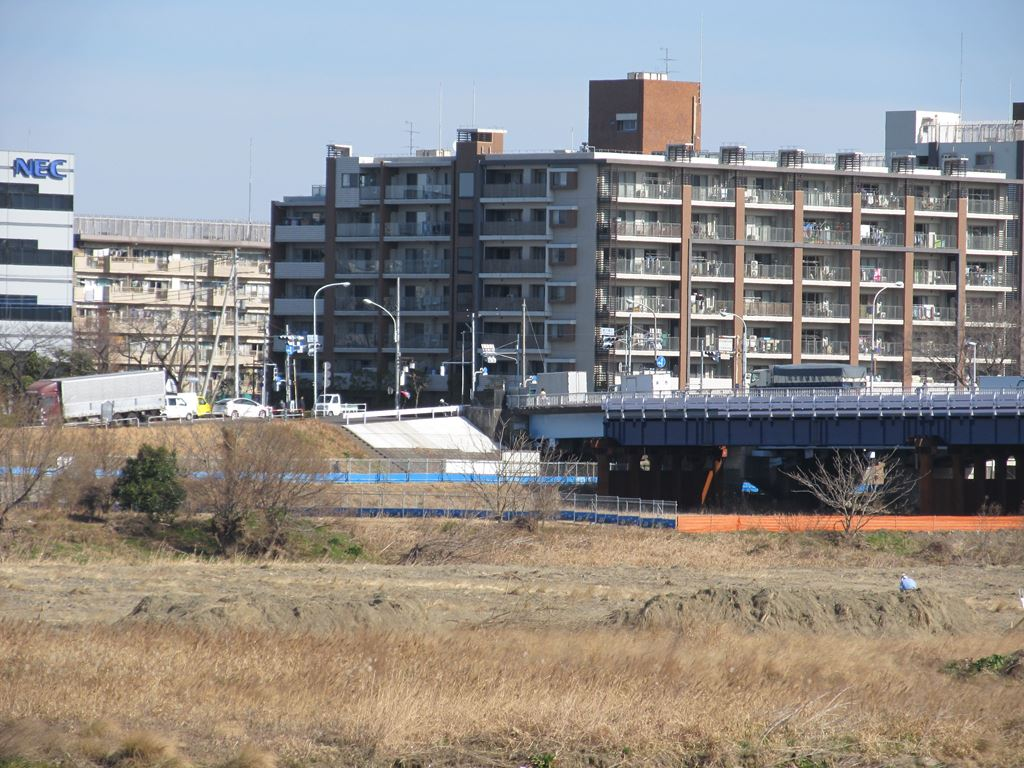
関戸橋北交差点
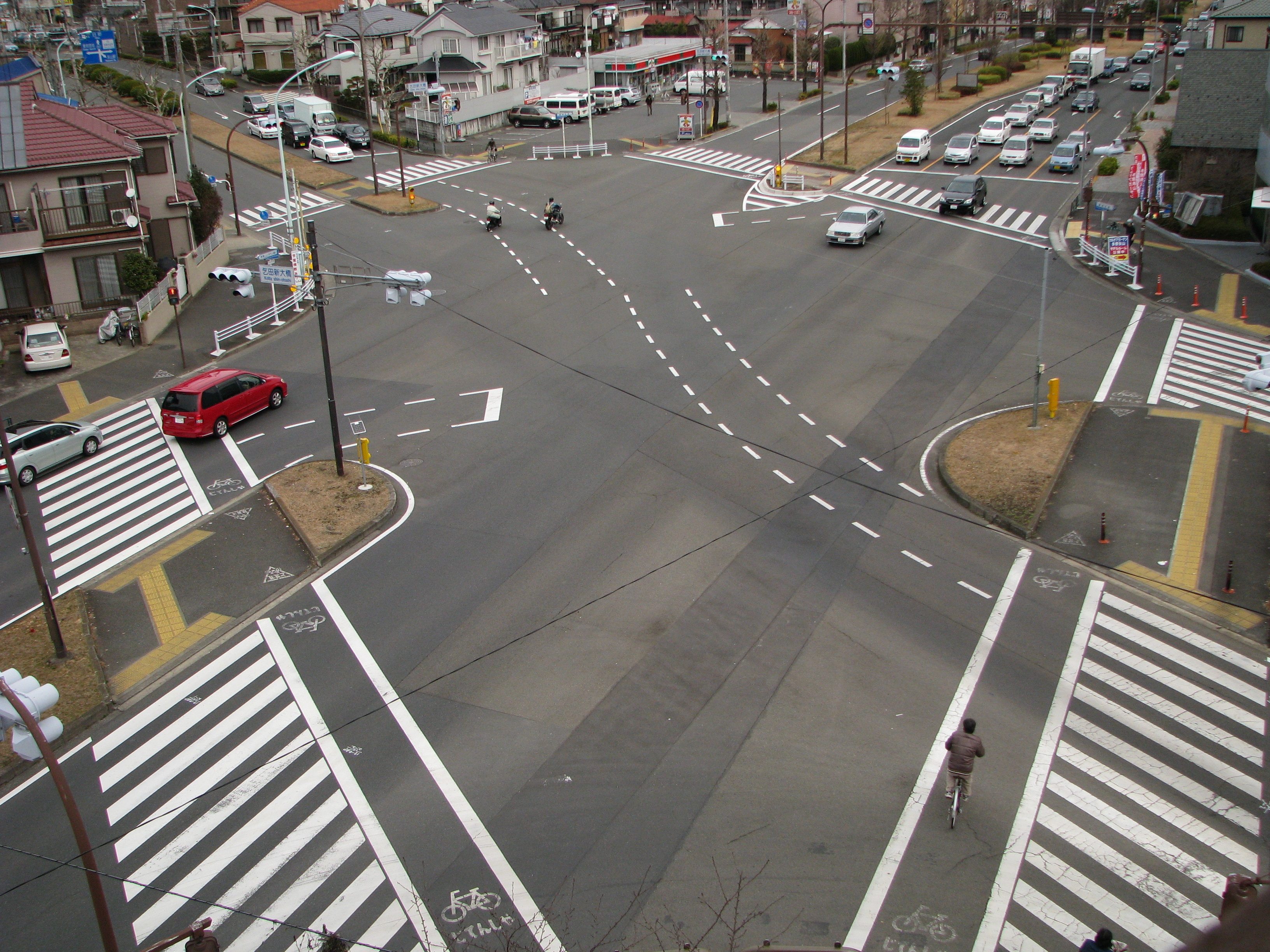
乞田新大橋交差点。右奥が新道（府中方面）。右手前が町田方面
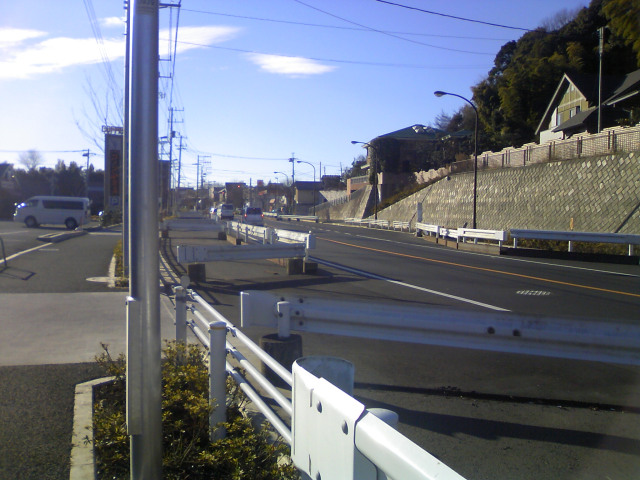
木曽団地東交差点付近。道路の拡幅が進められている
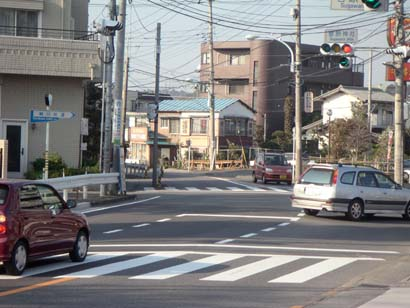
菅原神社交差点（拡幅前）。東京都道18号府中町田線は左奥から来て、右から来る東京都道・神奈川県道3号世田谷町田線バイパスと合流する
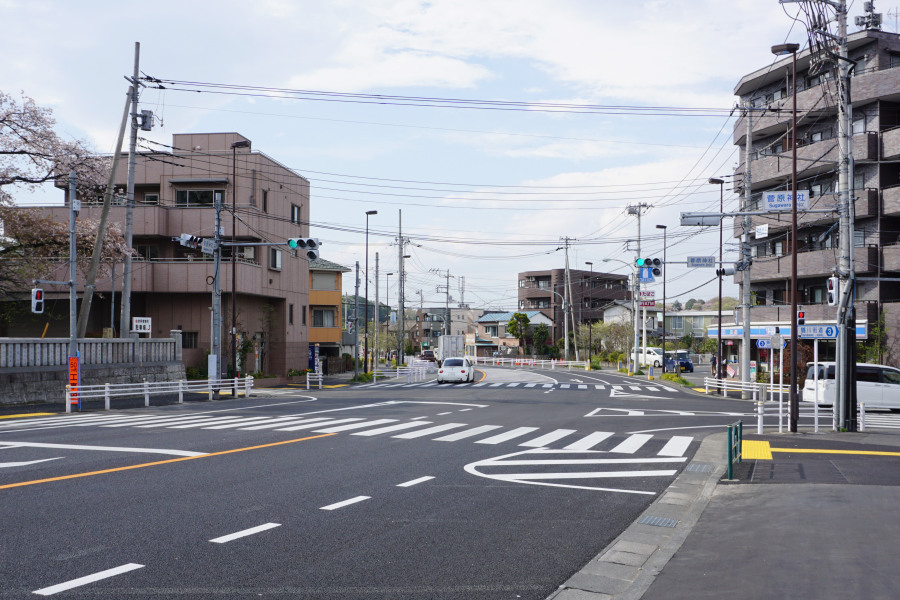
菅原神社交差点（拡幅後）

### 周辺施設
府中市
- 大國魂神社・府中市役所
- 府中本町駅（JR南武線・武蔵野線）
- 分倍河原駅（JR南武線・京王線）
- 日本電気府中工場（バイパス沿線）
- 西府駅（JR南武線・バイパス沿線）
- 中河原駅（京王線）

多摩市
- 聖蹟桜ヶ丘駅（京王線）
- 多摩市役所
- 多摩消防署
- 永山駅（京王相模原線・小田急多摩線）
- 永山・諏訪団地
- 東京都立永山高等学校
- 国士舘大学多摩キャンパス
- 豊ヶ丘・貝取団地
- 多摩ニュータウン卸売市場

町田市
- 野津田公園・町田GIONスタジアム
- 町田ぼたん園
- 七国山・鎌倉古道
- 薬師池公園・町田リス園
- 町田えびね苑
- 藤の台団地
- 町田木曽住宅
- 菅原神社・井手の沢古戦場跡